# Experten-Laien-Kommunikation
Experten-Laien-Kommunikation ist die Interaktion zwischen Experten und Laien. Konkret geht es darum, Expertenwissen derart an Laien zu vermitteln, dass diese auch in der Lage sind, dieses Wissen sinnvoll anzuwenden. Das erfordert, die vom Experten verwendeten Begriffe dem Verständnis des Laien anzunähern und dem Laien zumindest die Grundzüge des entsprechenden Fachgebietes zu vermitteln.
Die Experten-Laien-Kommunikation steht in Zusammenhang mit Wissenstransfer und kann daher als zentrales Thema der Informations- und Wissensgesellschaft angesehen werden. Sigurd Wichter und Gerd Antos haben für Wissenstransfer als Forschungsgebiet die Disziplin der Transferwissenschaft ins Leben gerufen. Für eine Thematisierung des Wissenstransfers und eine möglichst rasche Umsetzung in alle Schul- und Hochschulfächer plädiert Joachim Grzega.
Spezielle Ausprägungen der Experten-Laien-Kommunikation sind die PUSH-Bewegung (Public Understanding of Science and Humanities), der Wissenschaftsjournalismus und die Populärwissenschaftliche Literatur.

## Phasen der Experten-Laien-Kommunikation
Die Psychologen Riklef Rambow und Rainer Bromme unterscheiden drei Phasen der Experten-Laien-Kommunikation:
1. Erläuterung von Konzepten, Prozessen und Grundlagen, auch wenn sie in der konkreten Problemlösung nicht mehr sichtbar sind
2. Radikale Selektion und Umstrukturierung im Hinblick auf die Laienperspektive
3. Finden neuer Formulierungen, Prägung neuer Begriffe, Wahl guter Beispiele und Bilder und somit Herstellung von Bezügen zum Alltagsverständnis der Laien

## Beispiele für mögliche Kommunikationsprobleme zwischen Experten und Laien
- Der behandelnde Arzt muss seinem Patienten die Diagnose und die seiner Ansicht nach notwendige Therapie soweit erklären, dass der Patient ausreichend informiert seine Zustimmung geben kann
- Die Fachabteilung muss dem Management ausreichend Informationen geben, damit dieses dann notwendige Entscheidungen aus wirtschaftlicher Sicht treffen kann
- Wissenschaftler müssen ihr Wissen so an die Politik weitergeben, dass diese sinnvoll reagieren kann (siehe Klimawandeldiskussion)

## Abbruch der Experten-Laien-Kommunikation und Entstehung sozialer Konflikte
Innerhalb der Experten-Laien-Kommunikation kann es auf vielfältige Weise zu Konflikten kommen, etwa wenn Laien die Autorität von Experten nicht mehr anerkennen. Verhaltensmuster und Ursachen sind in der Sozialpsychologie verschiedentlich untersucht worden. Bekannt ist u. a. der 1999 beschriebene Dunning-Kruger-Effekt.
In der Katastrophensoziologie wird aus dem Abbruch positiver Interaktion und dem Übergang zum sozialen Konflikt zwischen Experten und Laien von Lars Clausen die Entstehung von Katastrophen abgeleitet.